# Дом Поносовой-Молло
Дом Е. А. Поносовой-Молло — архитектурный памятник в Уфе, находящийся в Кировском районе по адресу: улица Карла Маркса, 6.

## История

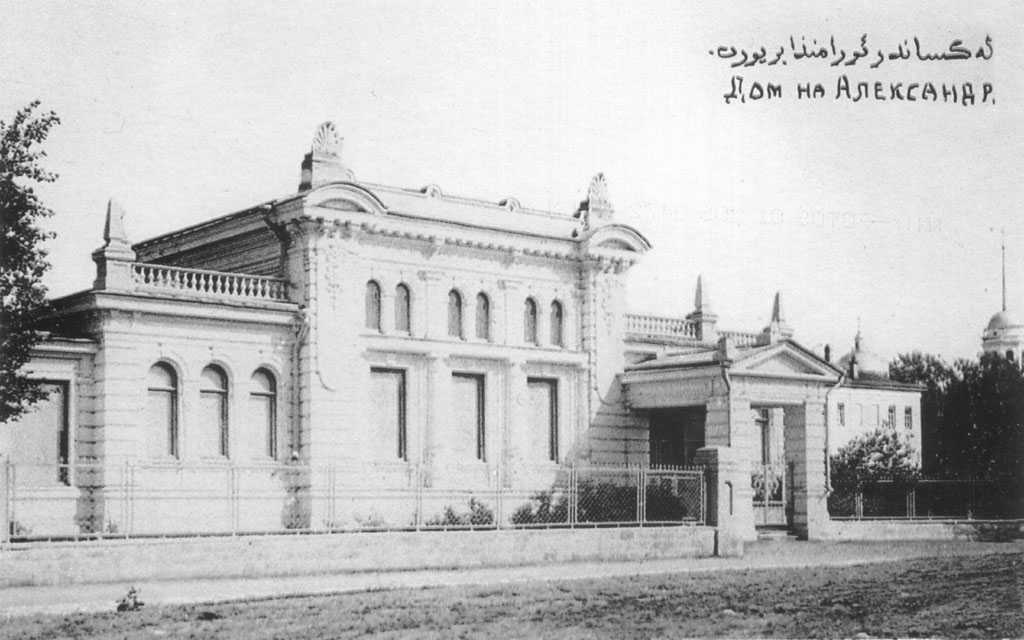
Дом Поносовой-Молло на фотографии А. А. Зираха

Этот особняк был построен в 1910 г. Заказчиком выступил купец и горнозаводчик С. С. Манаев, который заказал постройку дома для уфимской купчихи Елены Александровны Поносовой-Молло. Проект здания-особняка был разработан инженером-архитектором К. А. Гуськовым, а строительство велось силами местных мастеров и рабочих. Это здание было первым в Уфе, построенное в стиле «модерн». Оно сочетает в себе элементы барокко и ренессанса.
Особняк представляет собой двухэтажное здание, фасад которой выходит на улицу Карла Маркса. Вход в здание расположен симметрично относительно фасада и центральной части. У здания есть выносное крыльцо в виде двухколонного портика с квадратными колоннами и треугольным фронтоном. Фасад украшен рустовкой, сложными карнизами, лепными украшениями и оконными наличниками. В комплекс особняка входили также сад, фонтан и подсобные помещения.
В 1919 г. в этом здании располагался штаб 25-й стрелковой дивизии Василия Чапаева, о чём напоминает мраморная доска. С середины 1920-х гг. до 1936 г. в здании располагался Музей Октябрьской революции. Затем особняк занимал Дом учёных. Далее в здании размещался Президиум Уфимского Научного Центра РАН. Сейчас в здании находится Музей археологии и этнографии Уфимского научного центра РАН.

## Реставрация здания
В 1980 году здание было отреставрировано по проекту архитектора Р. Салимова.
По Федеральной целевой программе «Культура России (2006—2010 гг.)» на реставрацию особняка Поносовой-Молло и его реконструкцию под Музей археологии и этнографии было выделено 17 миллионов рублей из бюджета Республики Башкортостан.